# NGC 3165
NGC 3165 (другие обозначения — UGC 5512, MCG 1-26-23, ZWG 36.63, PGC 29798) — спиральная галактика в созвездии Секстанта. Открыта Р. Дж. Митчеллом в 1856 году.
Этот объект входит в число перечисленных в оригинальной редакции «Нового общего каталога».
Галактика NGC 3165 входит в состав группы галактик NGC 3169. Помимо NGC 3165 в группу также входят NGC 3156, NGC 3166, NGC 3169 и UGC 5539.
Галактика находится в общем облаке нейтрального атомарного водорода диаметром около 300 килопарсек с NGC 3166 и NGC 3169 и взаимодействует с ними. Галактика богата газом, и в целом распределение газа в галактике не выглядит сильно искажённым из-за гравитационного взаимодействия, но в центре наблюдается некоторая асимметрия. Вероятно, NGC 3165 только недавно приблизилась к оставшимся двум галактикам в облаке.